# Huyền Tụng
Huyền Tụng là một phường thuộc thành phố Bắc Kạn, tỉnh Bắc Kạn, Việt Nam.

## Địa lý
Phường Huyền Tụng nằm ở phía bắc thành phố Bắc Kạn, có vị trí địa lý:
- Phía đông và phía bắc giáp huyện Bạch Thông
- Phía tây giáp xã Dương Quang
- Phía nam giáp các phường Đức Xuân, Nguyễn Thị Minh Khai và Xuất Hóa.

Phường có diện tích 27,36 km², dân số năm 2019 là 4.876 người, mật độ dân số đạt 178 người/km².
Trên địa bàn phường có quốc lộ 3 đi qua. Ngoài ra, phía đông nam phường có một đoạn ngắn sông Cầu chảy qua.

## Hành chính
Phường Huyền Tụng được chia thành 18 tổ : Khuổi Lặng, Nà Pài, Giao Lâm, Đon Tuấn Khuổi Dủm, Xây Dựng, Pá Danh, Nà Pèn, Lâm Trường, Khuổi Thuổm, Khuổi Mật, Nà Pam, Chí Lèn, Khuổi Hẻo, Phiêng My, Khuổi Pái, Tổng Nẻng, Bản Cạu, Bản Vẻn.

## Lịch sử
Trước đây, Huyền Tụng là một xã thuộc huyện Bạch Thông.
Ngày 31 tháng 5 năm 1997, Chính phủ ban hành Nghị định 56-CP. Theo đó, sáp nhập xã Huyền Tụng vào thị xã Bắc Kạn.
Ngày 11 tháng 3 năm 2015, Ủy ban Thường vụ Quốc hội ban hành Nghị quyết số 892/NQ-UBTVQH13. Theo đó, thành lập phường Huyền Tụng trên cơ sở toàn bộ 2.735,6 ha diện tích tự nhiên và 4.769 người của xã Huyền Tụng, đồng thời chuyển thị xã Bắc Kạn thành thành phố Bắc Kạn.